# Gregorio Mayoral Sendino
Gregorio Mayoral Sendino (Cavia, Burgos, 24 de diciembre de 1861-  ídem 23 de octubre de 1928) fue el verdugo titular de la Audiencia de Burgos entre los años 1890 a 1928. Por su larga carrera, sus colegas le denominaban el abuelo.

## Biografía
Nació en una familia humilde que pronto se trasladó a Burgos. Fue pastor, zapatero, peón de albañil y soldado. Quedando a cargo de su madre, le ofrecieron el trabajo de verdugo, plaza que ganó por los méritos de haber servido en la milicia. Asistió a Lorenzo Huertas y fue formado por él mismo como verdugo mientras éste ejercía en Valladolid.
Tras ganar la plaza, tardó dos años en ser requerido para ejecutar su primera sentencia, cosa que hizo con el cabo Domingo Bezares. Durante ese tiempo, Gregorio se familiarizó con el garrote, a quien él llamaba la guitarra, con la ayuda del verdugo de Valladolid Lorenzo Huertas, que le asistió en sus primeras ejecuciones.
Su primera ejecución en solitario (una mujer) se describe como un desastre. Ello le lleva a perfeccionar el garrote y con el paso de los años fue introduciendo modificaciones en el mismo, llevando el suyo propio toda vez que se hartó de manejar aparatos que estaban en condiciones lamentables. Su diseño, según sus propias palabras, no hace ni un pellizco, ni un rasguño, ni nada; es casi instantáneo, tres cuartos de vuelta y en dos segundos.... Esto, junto a su habilidad y precisión, fue resaltado por sus coetáneos. Mantuvo, sin embargo, su innovación en secreto, por miedo que no fuese ajustada a derecho. Llegó a realizar al menos una ejecución triple en la cárcel Modelo de Barcelona en 1922.

## Casos famosos
En cuarenta años como verdugo, ejecutó a sesenta personas. Fue el encargado de ejecutar a Michele Angiolillo, asesino de Cánovas del Castillo.
Junto al también castellano Casimiro Municio llevó a cabo la triple ejecución de los condenados por el crimen del Expreso de Andalucía: Sánchez Navarrete, Piqueras y Sánchez Molina.
Igualmente en febrero del año 1925, volvió a llevar a cabo una triple ejecución en Pamplona, en este caso de tres hermanos. Los Goñi Lazcano acusados del crimen del carbonero Martín Aizcorbe,denominado en " Crimen de Beruete ".Los tres hermanos Goñi fueron ajusticiados por orden de edad por Gregorio Mayoral.

## Gregorio Mayoral en la literatura
Fue entrevistado por José Samperio, que publicó dicha entrevista años después de la muerte del verdugo.
En su apariciones literarias, curiosamente se producen dos anacronismos. El primero debido a Pío Baroja, que llega a asegurar que Mayoral se estrena con la ejecución de Juan Díaz de Garayo, (a) el Sacamantecas, si bien este delincuente fue ajusticiado en 1881, cuando el futuro verdugo sólo contaba 18 años, y por ende, no tenía la mayoría de edad legal exigida para ejercer de funcionario.
Por su parte, Francisco Umbral hace intervenir al verdugo burgalés en su relato El César visionario, en la que un condenado a muerte es ejecutado por orden personal de Ramón Serrano Suñer, sin conocer el indulto que había concedido horas antes Franco. El anacronismo se vuelve a producir cuando Umbral sitúa en activo a Gregorio Mayoral (que había muerto en 1928), tras acabar la Guerra Civil.
Gregorio Mayoral es también mencionado en la obra de Camilo José Cela. Supuestamente, Mayoral es el ejecutor del padre de Elvirita, condenado a muerte por el asesinato de su esposa. En otro trabajo Cela menciona que Mayoral llevaba un cuaderno donde anotaba cada ejecución, y cuyo primer apunte era:

Número 1.- 5 mayo 1892. Miranda de Ebro. Cabo Bezares. Observaciones: “Muy duro”

## Reos ejecutados por Gregorio Mayoral (incompleta)
- Domingo Bezares (Miranda de Ebro, 1892).
- Rafael González Gancedo (Tineo, 27 de junio de 1899).[3]
- Michele Angiolillo Lombardi (20 de agosto de 1897).
- Luis Medrano el Chorchi (1897).[13]
- Bonifacio García (Pamplona, 12 de junio de 1909).[13]
- Victorino Sabater (9 de mayo de 1922).[7]
- Martín Martí (9 de mayo de 1922).[7]
- Alfonso Altimira Olivenza (9 de mayo de 1922).[7]
- Pascual Aguirre (Tarrasa, 23 de septiembre de 1923)[14]
- Jesús Salete el Nano (Tarrasa, 23 de septiembre de 1923)[14]
- José María Sánchez Navarrete (Madrid, 9 de mayo de 1924).
- Francisco Piqueras (Madrid, 9 de mayo de 1924).
- Honorio Sánchez Molina (Madrid, 9 de mayo de 1924).
- Bernardo Goñi Lazcano (Pamplona, 1 de febrero de 1925)[15]
- Juan Martín Goñi Lazcano (Pamplona, 1 de febrero de 1925)[15]
- José Goñi Lazcano (Pamplona, 1 de febrero de 1925)[15]